# Deutscher Skitourencup
Deutscher Skitourencup, auch DAV Skitouren-Cup war eine vom Deutschen Alpenverein (DAV) ausgetragene Serie von Wettbewerben im Skibergsteigen für deutsche Alpinsportler.

## Geschichte
Im Jahr 2003 veranstaltete der DAV (Deutscher Alpenverein) drei Skitouren-Rennen, die zusammengefasst als Deutsche Meisterschaft gewertet wurden. Im folgenden Jahr wurde eine Serie ins Leben gerufen, die unter dem gesponserten Namen DAV Dynafit Skitourencup an den Start ging. Die Gesamtsieger der Serie wurden als Deutschlands beste Skibergsteiger gekürt. Der Namensgeber Dynafit wurde ab 2005 von der Firma Black Diamond abgelöst und die Rennzahl auf zwei Rennen reduziert. Eine größere Änderung gab es im Jahr 2006, als erstmals zwischen langer (Elite) und kurzer Distanz (Hobby & Jugend) differenziert wurde. Im Jahr 2007 wurde vom DAV die Struktur der Rennen beibehalten, um eine Konstanz in die Austragung der Rennserie zu bringen. Allerdings zwang die schlechte Schneelage die Veranstalter dazu, den Jennerstier und  den Dammkarwurm als Vertical Race auszutragen. Erstmals gab es im Jahr 2007 eine Deutsche Meisterschaft im Vertical Race am Tegelberg sowie eine explizite Deutsche Meisterschaft im Single im Rahmen des Sellraintaler Skimarathons in Praxmar/Österreich.
Im Jahr 2017 wurden zugunsten des gemeinsam mit dem österreichischen Verband und dem italienischen Verband ausgetragenen Skimo Alpencup die Rennen nicht mehr als Skitourencup ausgewiesen. 

## Austragungsorte
In folgenden Orten gaben der DAV Dynafit Skitourencup, DAV Black Diamond Skitourencup und der DAV Skitourencup im Laufe der Jahre ein Gastspiel:
- Bergen im Chiemgau (Hochfellnmandl)
- Bad Reichenhall (Predigtstuhl)
- Mittenwald (Dammkar)
- Oberstaufen (Hochgrat)
- Berchtesgaden (Jenner)

## Bisherige Gesamtsieger
| Jahr | Damen          | Herren       |
| ---- | -------------- | ------------ |
| 2004 | Judith Graßl   | Franz Graßl  |
| 2005 | Barbara Gruber | Toni Steurer |
| 2006 | Judith Graßl   | Franz Graßl  |
| 2007 | Silvia Treimer | Jörg Woitek  |
| 2008 | Barbara Gruber | Toni Steurer |

## DAV Skitourencup 2008
2008 bestand der DAV Skitourencup erneut aus drei Wettkämpfen: Die Hochgrat-Skirallye, der Jennerstier und der Dammkarwurm waren Bestandteile der Serie. An den unterschiedlichen Standorten wurden die einzelnen Deutschen Meistertitel vergeben – im Single Race, Team Race und Vertical Race. 
Deutsche Meister 2008 wurden Barbara Gruber & Franz Grassl (Single Race), Judith Grassl/Stefanie Koch & Franz Grassl/Stefan Klinger (Team Race) und Barbara Gruber & Andreas Strobel (Vertical Race).

## DAV Skitourencup 2009
2009 wurde die Hochgrat-Skirallye als ersten Rennen des Cups als reines Vertical Race ohne Abfahrt ausgetragen und als Deutsche Meisterschaft im Vertical Race gewertet. Bei den Damen verteidigte Barbara Gruber ihren Meistertitel, bei den Herren siegte Konrad Lex. Zweites Rennen des Skitourencups ist am 14. Februar 2009 der Jennerstier und als letztes Rennen geht der Dammkarwurm am 1. März 2009 in die Cupwertung ein.